# Elecciones generales de España de 1893
Las elecciones generales de 5 de marzo de 1893 en España fueron convocadas en la minoría de edad de Alfonso XIII, siendo regente su madre María Cristina de Habsburgo-Lorena. Su base legal fue la Constitución española de 1876, vigente hasta 1923 en la conocida como Restauración borbónica en España.
Como sucedió en todas las elecciones durante la restauración borbónica en España en estas el resultado estuvo determinado de antemano («encasillado») gracias al sistemático fraude electoral realizado mediante la red caciquil extendida por todo el territorio. En estas elecciones, como en el resto, el gobierno que las convocó las ganó, ya que en el régimen político de la Restauración los gobiernos cambiaban antes de las elecciones y no después como sucedía en los regímenes parlamentarios (no fraudulentos).

## Antecedentes
En base al Pacto de El Pardo de 24 de noviembre de 1885 queda instituido el sistema de turnos pacíficos en ejercicio del poder entre liberales y conservadores, que consolidó la Restauración  hasta finales del siglo XIX y principios del XX.
El 26 de junio de 1890 el gobierno liberal-fusionista reimplanta oficialmente el sufragio masculino en el sistema electoral. 
Al gobierno liberal-fusionista le sucede el conservador de Cánovas del Castillo el 5 de julio de 1890. El 21 de noviembre de 1891 se produce una escisión en las filas conservadoras y Cánovas se ve obligado a renovar el gabinete. 
Debilitado en las filas conservadoras, el 7 de diciembre Francisco Silvela vuelve a intrigar consiguiendo el cese de Cánovas, lo que supone la formación el 11 de diciembre de 1892 de un nuevo gobierno presidido por Sagasta.

## Características
El 5 de enero de 1893 siguiendo el proceso de normalización conforme a lo pactado entre las principales fuerzas políticas, se procedió a la disolución de las Cámaras y a la convocatoria de elecciones legislativas.
Se desconoce el número de votantes para estas elecciones, todos varones mayores de 25 años de edad (sufragio universal masculino). Se eligieron 400 diputados el día 5 de marzo de 1893.

## Resultados
Desconocemos los datos de la abstención y como era costumbre de la época se presupone una ostensible manipulación, con victoria de los grupos liberales dinásticos, en este caso liberales, obteniendo la necesaria mayoría para el ejercicio del gobierno: 279 escaños. 
| Fracción                 | Diputados |
| ------------------------ | --------- |
| Liberales y adictos      | 279       |
| Conservadores canovistas | 44        |
| Unión republicana        | 35        |
| Silvelistas              | 17        |
| Posibilistas             | 14        |
| Carlistas                | 7         |
| Independientes           | 4         |